# جزيرة بيتيلا
جزيرة بيتيلا وهي جزيرة من جزر إندونيسيا، وتقع في إقليم غورونتالو، ضمن أرخبيل سولاوسي.